# Grünes Schloss (Heroldsberg)
Das Grüne Schloss, auch Rabensteiner Schloss genannt, ist das älteste der vier Geuder-Schlösser des mittelfränkischen Marktes Heroldsberg im Landkreis Erlangen-Höchstadt.

## Geschichte

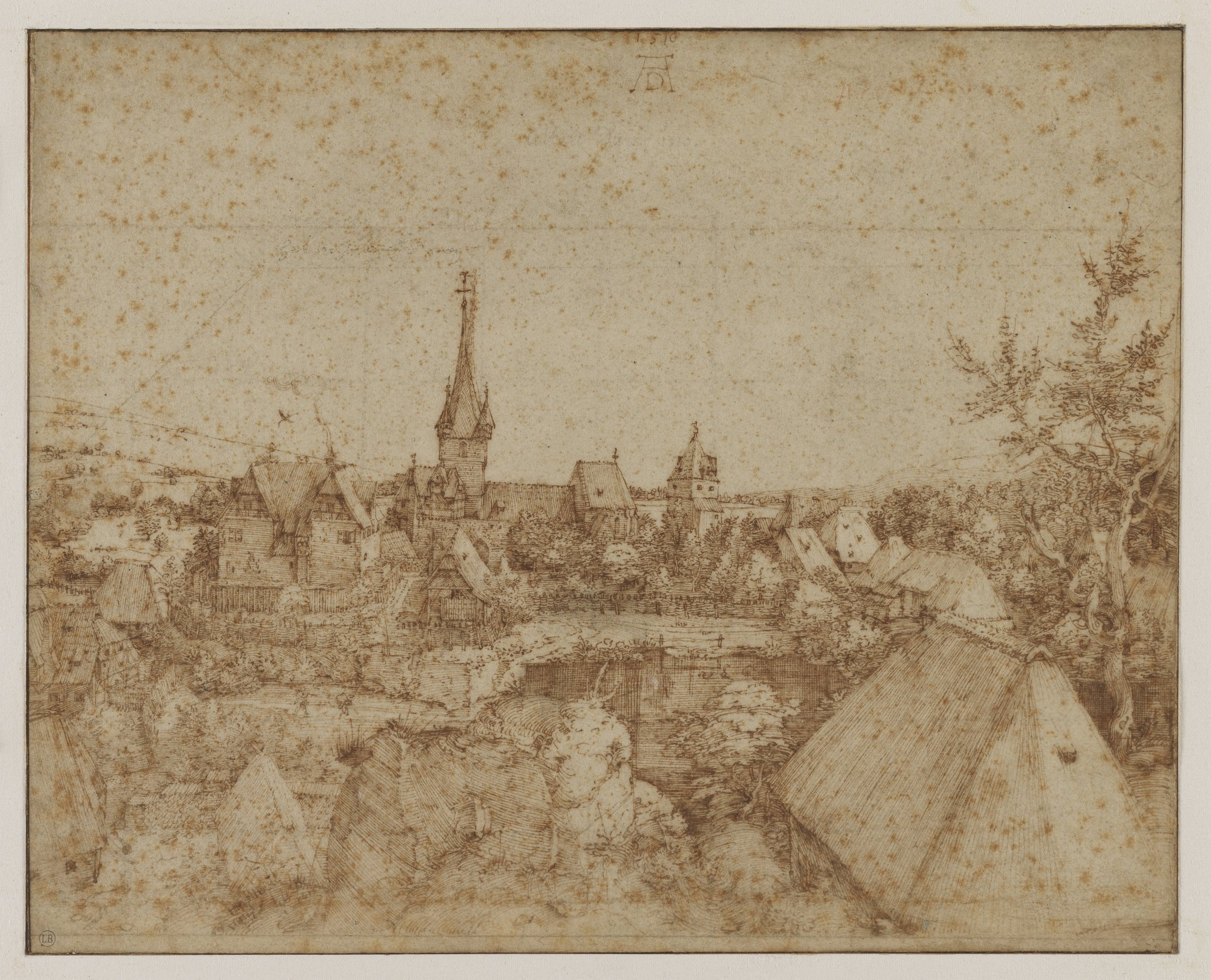
Albrecht Dürer: Das Kirchdorf (1510)

Sicher nachweisen lässt sich die Existenz eines wehrhaften Baus an dieser Stelle bis in das Jahr 1478. Das damalige Aussehen ist überliefert durch Albrecht Dürers Zeichnung Das Kirchdorf aus dem Jahr 1510. Darauf sichtbar ist ein erdgeschossiger Steinbau mit hohem Steildach umgeben von einer Palisadenbefestigung, die auf zwei Ebenen angeordnet ist. Angrenzend an das Schloss finden sich Gebäude mit Fachwerkgiebeln und Walmdächern.
Im Jahr 1519 wurde der Bau durch Sandsteinmauern umgeben und im Zweiten Markgrafenkrieg 1552 zerstört. Das Schloss in seiner heutigen Form wurde anschließend in der zweiten Hälfte des 16. Jahrhunderts wieder aufgebaut.
Der Name „Rabensteiner Schloss“ geht auf die Vermählung von Johann Philipp Geuder (1597–1650) mit Anna Elisabeth Rabensteiner von Döhlau im Jahr 1649 zurück. Johann Philipp Geuder war anhaltinischer und brandenburgischer Rat und amtierte zuletzt als Direktor der drei Ritterkreise in Franken, Schwaben und am Rhein. Auch seine Nachkommen gehörten dem Reichsritterstand an und führten den Beinamen „Rabensteiner“.
Bis 1977 war das Schloss im Besitz der Freiherrn von Geuder-Rabensteiner.